# Hepatostolonophora rotata var. perssonii
Hepatostolonophora rotata var. perssonii là một loài Rêu trong họ Geocalycaceae. 